# Лайкам, Константин Эмильевич
Константи́н Эми́льевич Ла́йкам  (род. 1957) — российский политик и государственный деятель, учёный. Депутат Государственной Думы Российской Федерации I созыва. Заместитель руководителя Федеральной службы государственной статистики (Росстат) с 16 июня 2004 года по 31 мая 2022 года. Председатель Межгосударственного статистического комитета СНГ с 1 июня 2022 года. Кандидат технических наук (1988), доктор экономических наук (2003).

## Биография
Родился 15 февраля 1957 года в селе Приозерное (ныне Акмолинской области Казахстана).
В 1979 году окончил Рязанский радиотехнический институт по специальности «автоматизированные системы управления».
В 1988 году присуждена ученая степень кандидата технических наук по специальностям «Управление в социальных и экономических системах» и «АСУ».
В 2003 году присуждена ученая степень доктора экономических наук.
С 1981 по 1991 годы прошёл трудовой путь от младшего научного сотрудника до заведующего лабораторией ВНИИМС Госагропрома СССР.
С 1991 по 1993 годы руководил ТОО «Агро-Р».
В 1993 году избран депутатом Государственной Думы Российской Федерации I созыва от Рязанского избирательного округа № 1148 по Рязанской области. Член Комитета Государственной Думы по бюджету, налогам, банкам и финансам, член депутатской группы «Стабильность».
С 1996 по 1997 годы занимал пост заместителя начальника Департамента финансов Министерства экономики РФ.
С 1997 по 1998 годы руководил Департаментом финансов Министерства экономики РФ, являлся членом коллегии Минэкономики России.
В 1998 году был назначен заместителем Министра труда и социального развития РФ.
Указом Президента РФ в 1999 году присвоен квалификационный разряд действительного государственного советника РФ 2 класса.
В феврале 2003 года был назначен первым заместителем председателя Государственного комитета РФ по статистике.
С 16 июня 2004 года по 31 мая 2022 года занимал должность заместителя руководителя Федеральной службы государственной статистики.
Курировал подготовку, проведение, подведение и публикацию итогов Всероссийских сельскохозяйственных переписей 2006 и 2016 гг.
1 июня 2022 года назначен Председателем Межгосударственного статистического комитета СНГ.

## Награды и звания
- Медаль ордена «За заслуги перед Отечеством» II степени (22 декабря 2022 года) — за достигнутые трудовые успехи и многолетнюю добросовестную работу[3]
- Медаль «В память 850-летия Москвы»
- Заслуженный экономист Российской Федерации (29 июня 2015 года) — за заслуги в области экономики, финансовой деятельности и многолетнюю добросовестную работу[4]
- Золотая, Серебряная, Бронзовая медали ВДНХ
- нагрудный знак «Почётный работник Минтруда России».
- В 2003 году был отмечен Благодарственным письмом Президента РФ за активное участие в подготовке и проведении референдума в Чеченской Республике 2003 года.
- В 2006 году отмечен Благодарностью Президента РФ за заслуги в подготовке и проведении Всероссийской сельскохозяйственной переписи.